# ルーン魔術

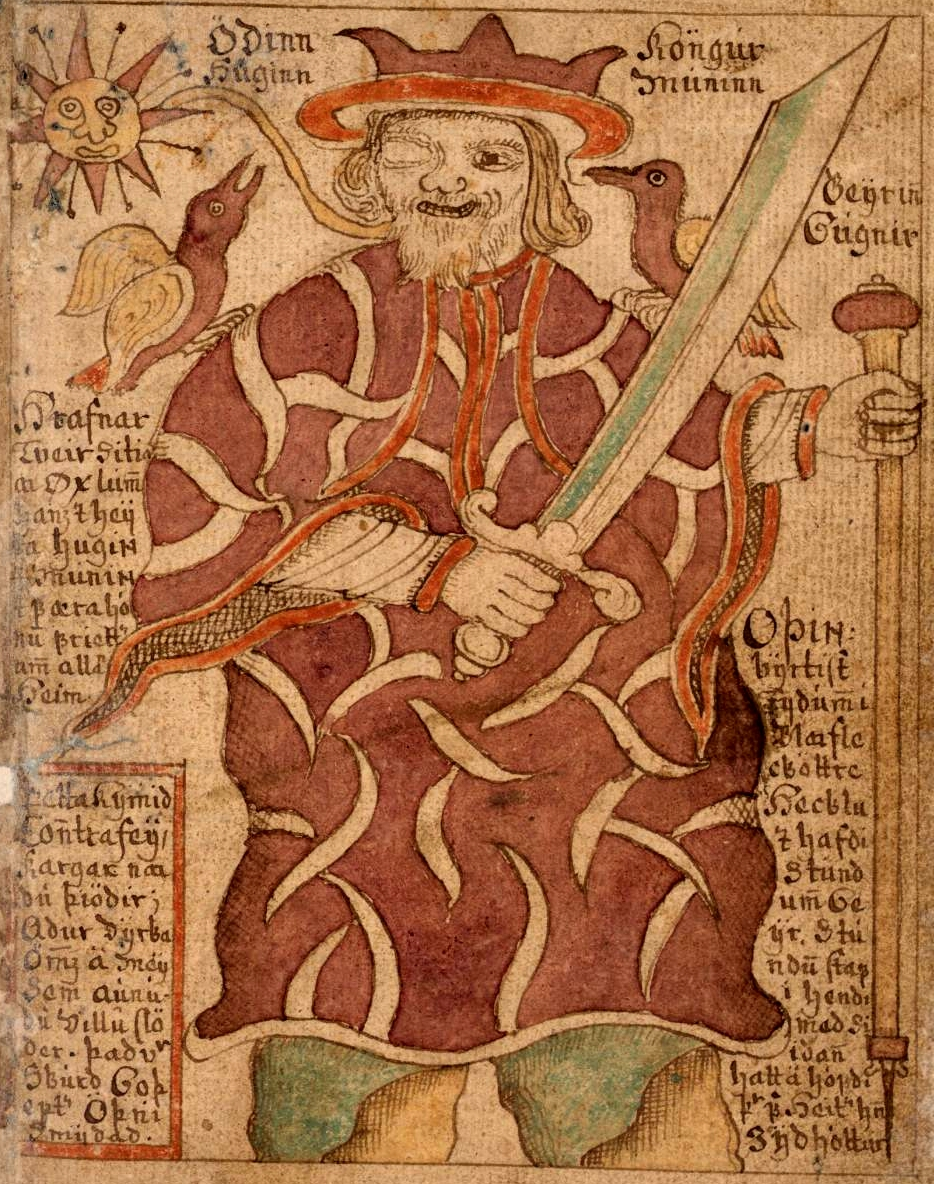
オーディン

ルーン魔術（ルーンまじゅつ、Runic magic）とは、ルーン文字を用いて行われる、北欧由来の魔術である。北欧神話にも登場する（オーディンなど）。
ルーン魔術は、現代におけるアサトル (en) の信仰や、古代のある時期のチュートン人の部族が奉じた北欧・ゲルマンの宗教と歩みを共にしている。ルーン占術による解釈とは対照的に、ルーン魔術は基本的に能動的である。セイズの技 (en) として知られるゲルマン・ペイガニズムにおいて経験されるシャーマン的儀式よりも能動的である。そして、スパコナ（女性）・スパマズル（男性）として知られる予言者とも著しい対照をなしている。実際面においては、ルーン魔術はルーンを扱い、ルーンを活用してルーンが表す諸元型を基にして外的世界に影響を及ぼすのである。

## ルーン杖

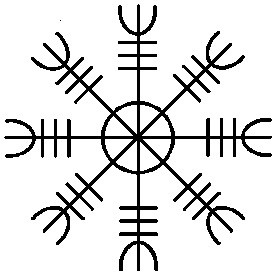
アィイスヒャウルムル：最もよく知られたルーン・ガルドル

ほとんどのルーン魔術は、個別のルーンの一部または全部を刻み込んだ、買うか自分で作るかした物体を所持することを必要とする。これは物理的には杖（スターヴル）として知られるものであるが、実際にはルーンの云わばエネルギーを働かせるためのものである。
魔術杖（アイスランド語: galdrastafir）を所持しつづけた後、血もしくは店で買った染料や塗料で フサルク (Futhark) の個々の文字を赤く染め上げるのが普通である。伝統的な古ノルド文化ではおそらく血でルーンを赤くすることはさほど多くなかったと思われるが、現代ではルーンを染めることも目的を達する必要な手段として受け入れられている。
ルーン魔術において、最終形態での護符を持つという行為によって、その杖固有の「ルーンの力」"the rune might" を形体の世界に作用させるという目的が果たされる。自分で作ったルーンを目的を持って使用し、その効果に満足したことを認めた後、燃やすなど何らかの方法で護符を廃棄するのが普通である。

## ガルドル魔術
ルーン実践者によれば、各々のルーンには詠唱したり歌ったりするための特定の音があるという。通常それらは、それによって表されるところの音価を有している（全部ではないがほとんどのルーンはラテン文字と対応している）。
歌唱または詠唱するという行為は、多かれ少なかれ物体としての護符を使用するのと同様の効果があると言われている
。